# Мещериха (деревня)
Мещериха — деревня в составе Ивановского сельского поселения Шарьинского района Костромской области России.

## География
Деревня расположена на автодороге Урень — Шарья — Никольск — Котлас Р157, на берегу речки Заводь (или Антипиха).

## История
На Плане генерального межевания 1792 года Ветлужского уезда деревня была обозначена, как Мишариха.
Согласно Спискам населенных мест Российской империи в 1872 году деревня Мещериха (Кунгур) относилась к 2 стану Ветлужского уезда Костромской губернии и располагалась на почтовом тракте из Ветлуги в город Никольск. В ней числилось 15 дворов, проживали 41 мужчина и 55 женщин. В деревне имелась почтовая станция.
Согласно переписи населения 1897 года в деревне проживало 233 человека (114 мужчин и 119 женщин).
Согласно Списку населенных мест Костромской губернии в 1907 году деревня относилась к Печенкинской волости Ветлужского уезда Костромской губернии. По сведениям волостного правления за 1907 год в деревне числилось 33 крестьянских двора и 226 жителей. В деревне имелись почтовая станция и кузница. Преобладающим занятием жителей деревни, кроме земледелия, был рогожный промысел.
В 1916 году в деревне имелись 43 двора, в которых проживали 261 житель (116 мужчин и 145 женщин).
В 1925 году в деревне проживали 300 человек.
До 2010 года входила в состав Катунинского сельского поселения.

## Население
| 2008 | 2010 | 2014 |
| ---- | ---- | ---- |
| 0    | →0   | →0   |